# Подосиново
Подосиново — деревня в Малмыжском районе Кировской области. Входит в состав Арыкского сельского поселения. 

## География
Находится на левобережье Вятки на расстоянии примерно 10 километров по прямой на север-северо-восток от районного центра города Малмыж.

## История
Известна с 1873 года, когда в ней учтено было дворов 16 и жителей 158, в 1905 году насчитывалось дворов 66 и жителей 419. В 1926 году дворов 62 и жителей 309, в 1950 99 и 235 соответственно. В 1989 году учтено 26 жителей.

## Население
Постоянное население  составляло 25 человек (русские 100%) в 2002 году, 16 в 2010.